# Yingabalanara
Yingabalanara — вимерлий ссавець з міоцену Австралії. Відомий лише за кількома зубами, його спорідненість з іншими групами ссавців залишається невиясненою.

## Опис
Yingabalanara відомий за двома нижніми правими молярами. Жувальна поверхня зуба має два серпоподібні горбки, що перекривають один одного (звідси і назва тварини). Через химерність зубів не зовсім зрозуміло, яким звичайним молярним структурам відповідають ці горбки, по-різному інтерпретуючись як талоніди, тригоніди чи інші бугри. Корінні зуби мають подвійний корінь і мають те, що, здається, є залишком цингуліда.
Загальні пропорції наводять на думку про тварину розміром зі щура, а морфологія зубів відповідає звичкам всеїдності. Однак зі зрозумілих причин загальний вигляд і морфологія тварини невідомі.

## Етимологія
Yingabalanara — це слово ваньї (одна з австралійських мов), що означає «два місяці», що стосується серпоподібних кінчиків ссавців. Слово має чоловічий рід, як і личить статусу переважно чоловічих австралійських місячних божеств. Назва виду є даниною Грему Річардсону, «міністру навколишнього середовища та мистецтв Співдружності».

## Філогенез
Корінні зуби Yingabalanara надзвичайно незвичайні серед ссавців. Химерні горбки радикально відрізняються від звичайних умов, які спостерігаються у сумчастих і плацентарних (хоча є невизначена схожість із кажанами, і хоча вони трохи схожі на зуби однопрохідних та інших їнотеріїв, довшими та вужчими корінними зубами, наявністю талонідів або тригонідів, горбки та відсутність лінгвальних або щічних цингулідів все ще відрізняють їх. Ссавець із найбільш схожими зубами — крейдяний північноамериканський Potamotelses, однак його спорідненість також невизначена.
Наразі Yingabalanara включено до власного ряду Weirdodonta.